# Merianbad

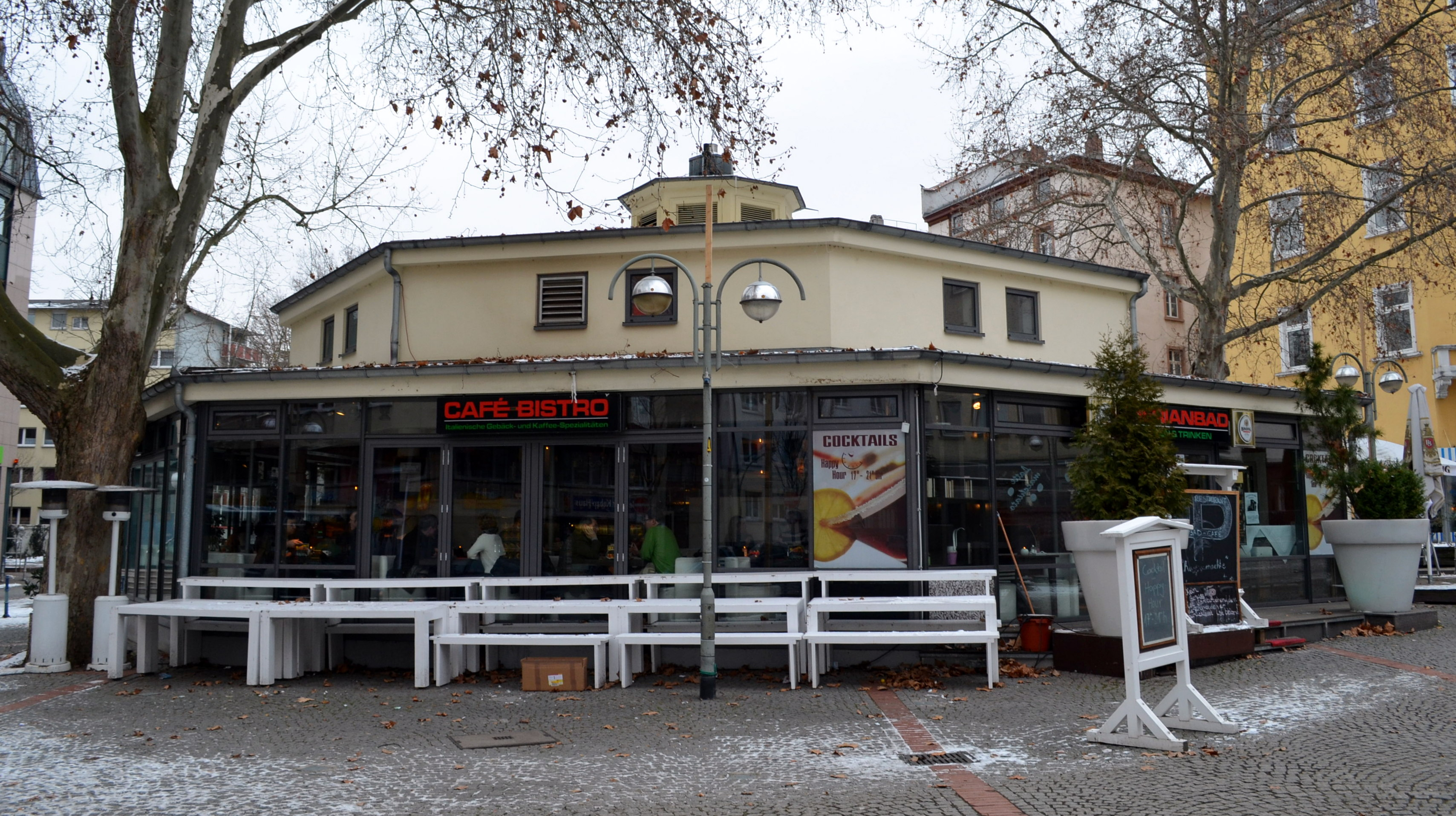
Ansicht des Merianbades nach seinem Umbau zum Café

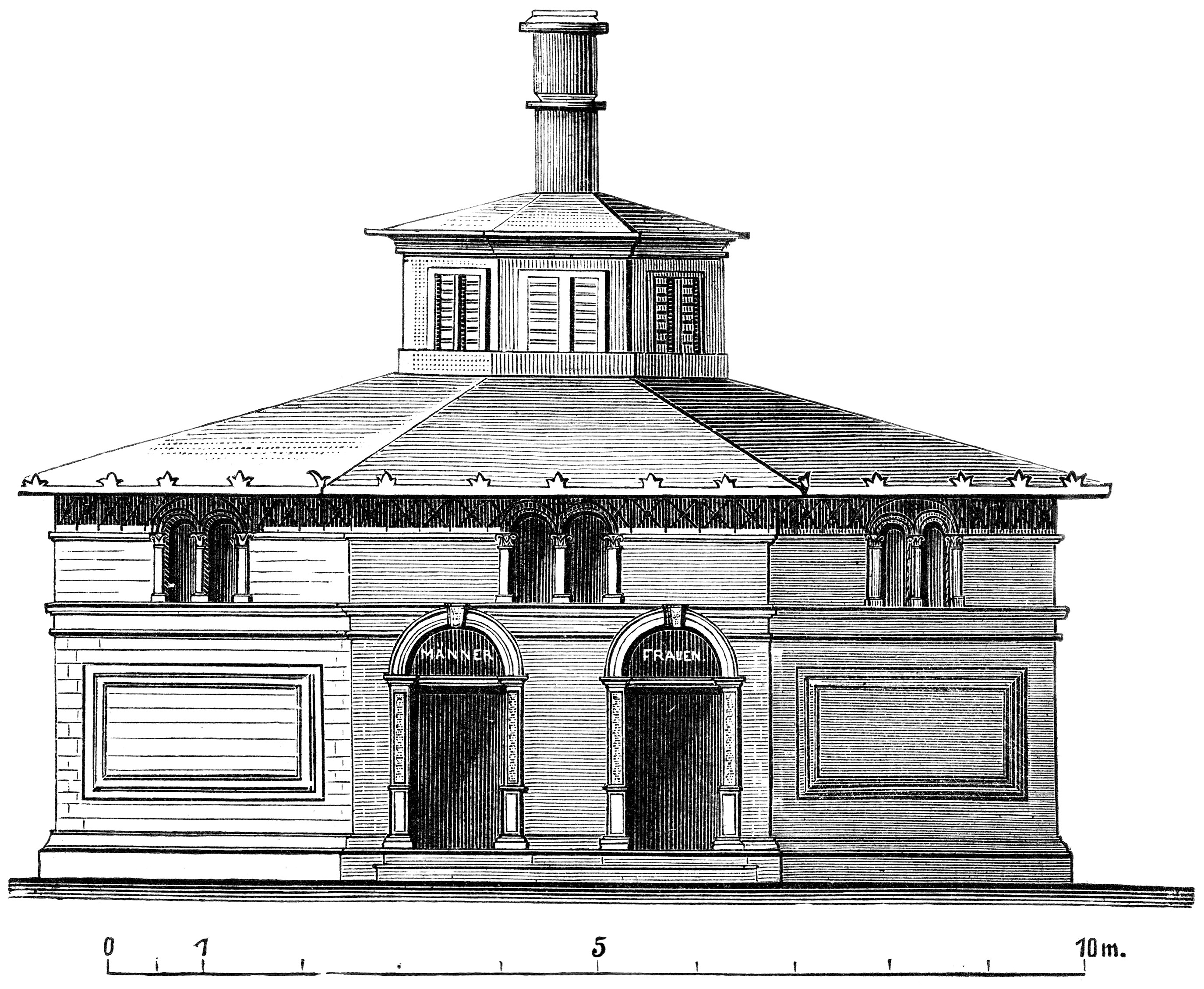
Ansicht Volksbrausebad Frankfurt am Main (ca. 1890)

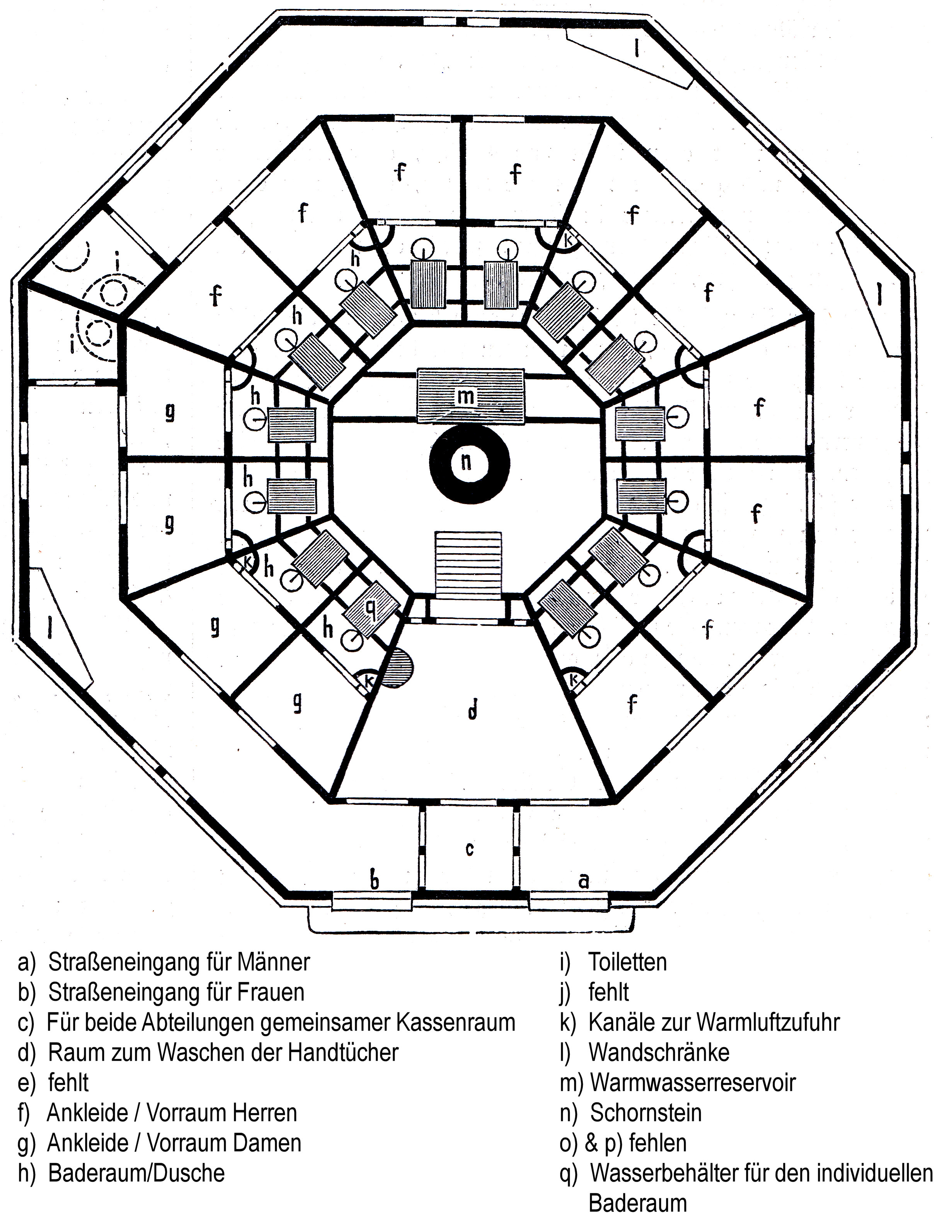
Grundriss Volksbrausebad Frankfurt am Main (ca. 1890) mit Legende

Das Merianbad war ein städtisches Badehaus, ein sogenanntes „Volksbrausebad“, im Frankfurter Stadtteil Nordend. In dem achteckigen Gebäude auf dem Merianplatz an der Berger Straße befindet sich heute ein Café.

## Geschichte
Vorbild für das Gebäude war ein Modell des auf Hygiene spezialisierten Mediziners Oskar Lassar aus Berlin. 1886 präsentierte dieser dort ein ähnliches Gebäude in Form eines Oktogons. 1888 schenkte der Frankfurter Bankier Theodor Stern ein solches Duschhaus für die damals schnell wachsenden Wohnviertel rund um die Frankfurter Wallanlagen. Damals war es nicht üblich, in der eigenen Wohnung Duschen einzubauen. Das 1887 errichtete Merianbad war das erste seiner Art in Frankfurt. Später folgten weitere in Bockenheim, Sachsenhausen und Bornheim.
Das Gebäude bot neben einem Kassenbereich Platz für 14 Duschzellen, vier für Frauen und zehn für Männer. In der Gebäudemitte stand eingelassen der Heizkessel zur Warmwasserbereitung. Darüber befanden sich Trockenräume und in der Laterne über dem Zeltdach der Raum für ein Warmwasser-Reservoir.
Die Baukosten betrugen 18.600 Mark, der Eintritt 10 Pfennig pro Brausebad. In den Anfangsjahren besuchten täglich zwischen 150 und 200 Personen das Volksbad, allein im Jahr 1895 fast 46.000 Personen. Selbst 1981 wurden noch 61.000 Besucher gezählt. Da in den meisten Haushalten vermehrt eigene Duschen vorhanden waren, sank die Zahl der Besucher stetig. Im Jahr 2000 waren es gerade einmal vierzig im Monat.
Nach der Schließung des Bades Anfang der 2000er Jahre wurde der unter Denkmalschutz stehende Bau zum Café umgenutzt, das 2005 eröffnete. Auflage des Liegenschaftsamtes der Stadt war es, auch weiterhin öffentliche Duschen zur Verfügung zu stellen. Die sieben Duschzellen werden allerdings kaum genutzt.